# Johan Van Overtveldt

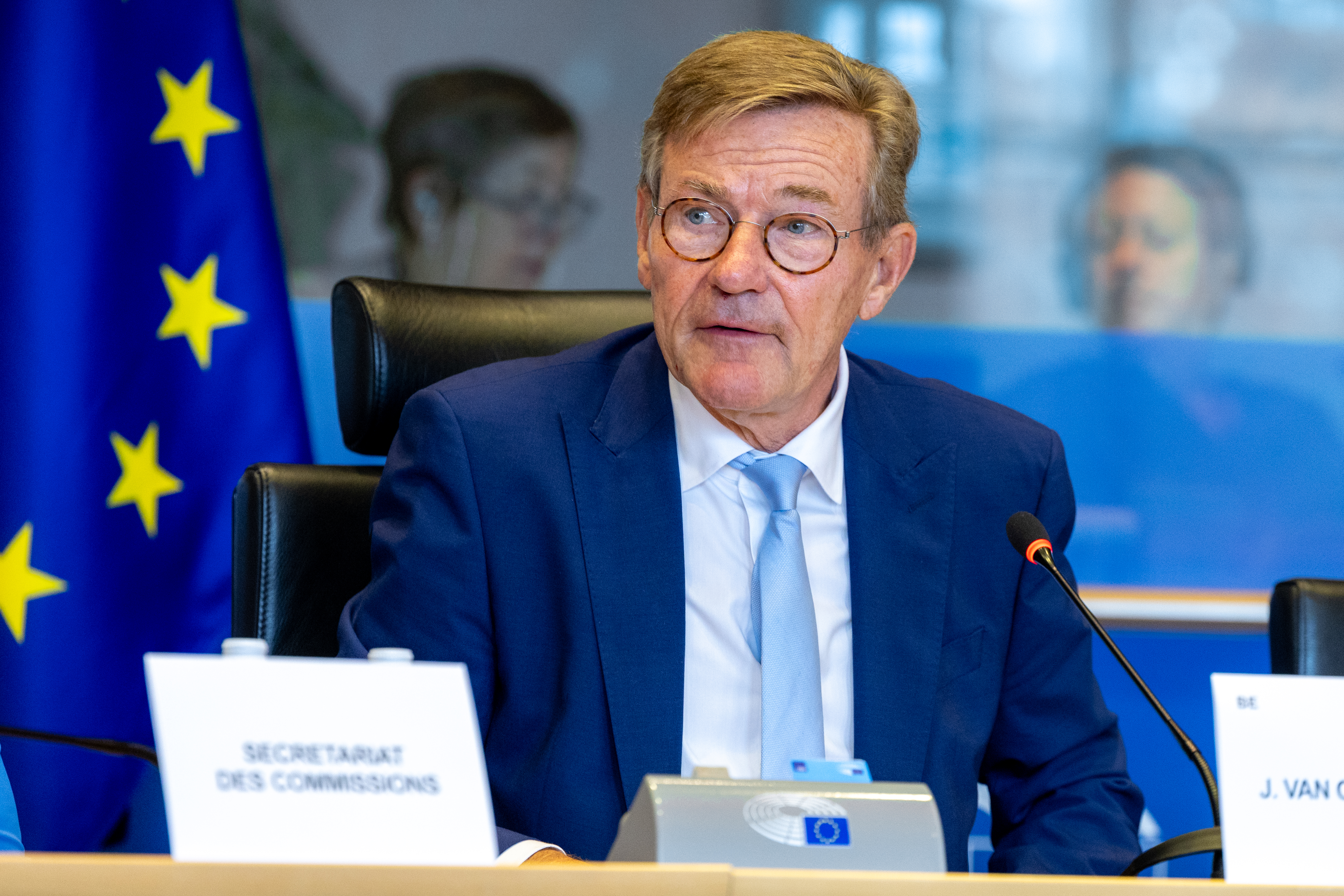
Johan Van Overtveldt (2024)

Johan Van Overtveldt (* 24. August 1955 in Mortsel) ist ein belgischer Journalist und Politiker der Nieuw-Vlaamse Alliantie (N-VA). Zeitweise Redaktionsleiter der Zeitschrift Trends, war er von 2014 bis 2018 Finanzminister in der föderalen Regierung von Charles Michel. Seit 2014 ist parallel Mitglied des Europäischen Parlaments, für das er 2019 wiedergewählt wurde.

## Leben
Johan Van Overtveldt erlangte eine Lizenz in „angewandten Wirtschaftswissenschaften“ an der Universität Antwerpen (UA) und einen MBA an der Katholieke Universiteit Leuven (KU Leuven). Er promovierte schließlich an der UA, wo er auch seit 2012 Wirtschaftswissenschaften als Gastprofessor unterrichtet.
Nach seinem Studium begann er von 1978 bis 1982 zunächst seine Karriere als Journalist bei dem Trends Magazine, bevor er in verschiedenen privatwirtschaftlichen Betrieben arbeitete. Van Overtveldt wechselte daraufhin von 2004 bis 2010 zum christlichen Arbeitgeberverband Verbond van Kristelijke Werkgevers en Kaderleden (später VKW, het Ondernemersplatform). Schließlich war er von 2012 bis 2013 Chefredakteur der Zeitschrift Knack und von 1992 bis 1999 beziehungsweise 2010 bis 2013 Redaktionsleiter von Trends.
Im Jahr 2013 stieg Johan Van Overtveldt in die aktive Politik ein. Für die N-VA führte er die Liste zur Europawahl an und wurde bei den Wahlen vom 25. Mai 2014 ins Europäische Parlament gewählt. Bei der den Wahlen gefolgten Regierungsbildung gehörte Van Overtveldt neben Bart De Wever und Jan Jambon zu den Unterhändlern der N-VA. In der sogenannten „Schweden-Koalition“, der Föderalregierung unter Premierminister Charles Michel (MR), erhielt Johan Van Overtveldt schließlich im Oktober 2014 den Posten des Finanzministers. Das Amt übte er bis offiziell bis 2018 aus, und weiterhin, bis zur Formierung einer neuen Regierung, interimsweise.
Bei der Europawahl 2019 wurde er erneut ins Europäische Parlament gewählt. In der neunten Legislaturperiode ist er für seine Fraktion – Europäische Konservative und Reformer – Mitglied im Haushaltsausschuss, zu dessen Vorsitzenden er gewählt wurde. Des Weiteren ist er Mitglied im Ausschuss für Wirtschaft und Währung sowie stellvertretendes Mitglied im Ausschuss für Verkehr und Tourismus.